# ライヴ・アット・武道館
『ライヴ・アット・武道館』（Live at Budokan）は、アメリカのプログレッシヴ・メタル・バンド、ドリーム・シアターが2004年に発表したライヴ・アルバム及び、ライブDVD。
2011年にはBlu-ray化された。

## 解説
2004年4月26日に日本武道館で行われたライヴを収録したアルバム。

## 収録曲

### CD
- Disc 1

1. アズ・アイ・アム - As I am
2. ディス・ダイイング・ソウル - This Dying Soul
3. ビヨンド・ディス・ライフ - Beyond This Life
4. ホロウ・イヤーズ - Hollow Years
5. ウォー・インサイド・マイ・ヘッド - War Inside My Head
6. テスト・ザット・スタンプド・ゼム・オール - The Test that Stumped Them All

- Disc 2

1. エンドレス・サクリファイス - Endless Sacrifice
2. インストゥルメンタル・メドレー - Instrumedley
3. トライアル・オブ・ティアーズ - Trial of Tears
4. ニュー・ミレニアム - New Millennium
5. 「ジョーダン・ルーデス」キーボード・ソロ - Keyboard Solo
6. オンリー・ア・マター・オブ・タイム - Only a Matter of Time

- Disc 3

1. グッドナイト・キッス - Goodnight Kiss
2. ソリタリー・シェル - Solitary Shell
3. ストリーム・オブ・コンシャスネス - Stream of Conciousness
4. ディサピアー - Disappear
5. プル・ミー・アンダー - Pull Me Under
6. イン・ザ・ネイム・オブ・ゴッド - In the Name of God

### DVD
- Disc 1

1. オープニング - Opening
2. アズ・アイ・アム - As I Am
3. ディス・ダイイング・ソウル - This Dying Soul
4. ビヨンド・ディス・ライフ - Beyond This Life
5. ホロウ・イヤーズ - Hollow Years
6. ウォー・インサイド・マイ・ヘッド - War Inside My Head
7. テスト・ザット・スタンプド・ゼム・オール - The Test That Stumped Them All
8. エンドレス・サクリファイス - Endless Sacrifice
9. インストゥルメドレー - Instrumedley
10. トライアル・オブ・ティアーズ - Trial of Tears
11. ニュー・ミレニアム - New Millennium
12. ジョーダン・ルーデス・キーボード・ソロ - Keyboard solo
13. オンリー・ア・マター・オブ・タイム - Only a Matter of Time
14. グッドナイト・キッス - Goodnight Kiss
15. ソリタリー・シェル - Solitary Shell
16. ストリーム・オブ・コンシャスネス - Stream of Consciousness
17. ディサピアー - Disappear
18. プル・ミー・アンダー - Pull Me Under
19. イン・ザ・ネイム・オブ・ゴッド - In the Name of God
20. クレジット - Credits

- Disc 2

1. ジャパン・ツアー・ドキュメンタリー - "Riding The Train Of Thought": Japanese Tour Documentary
2. ジョン・ペトルーシ：ギター・ワールド - John Petrucci "Guitar World"
3. ジョーダン・ルーデス：キーボード・ワールド - Jordan Rudess "Keyboard World"
4. マイク・ポートノイ・ドラム・ソロ - Mike Portnoy Drum Solo
5. ドリーム・シアター・クロニクル（2004ツアー・オープニング映像） - "The Dream Theater Chronicles": 2004 Tour Opening Video
6. インストゥルメドレー（マルチ・アングル） - "Instrumedley" Multiangle Bonus

## 参加ミュージシャン
- ジェイムズ・ラブリエ – ヴォーカル
- ジョン・ペトルーシ – エレクトリック・ギター
- ジョン・マイアング – 6弦ベース（エレクトリックベース）
- ジョーダン・ルーデス – キーボード
- マイク・ポートノイ – ドラムス